# Gullkrage
Gullkrage (Glebionis segetum) är en växt i familjen korgblommiga växter och är vildväxande i Europa och västra Asien. Arten odlas ibland som sommarblomma. I delar av Asien odlas den som grönsak för de ätliga bladens skull. Betraktades förr som ett besvärligt ogräs.

## Beskrivning
Gullkragen är en ettårig, upprätt och kal ört. Stjälken kan bli upp till 70 cm hög. Bladen är något köttiga, blågröna, enkla, oftast stjälkomfattande och kanten är grovsågad eller ibland helbräddad. Blomkorgarna är toppställda. Både strål- och diskblommorna är klargula.
Arten kan möjligen förväxlas med färgkulla (Anthemis tinctoria) eller den närstående kranskragen (Glebionis coronarium), men båda dessa har flikiga blad.

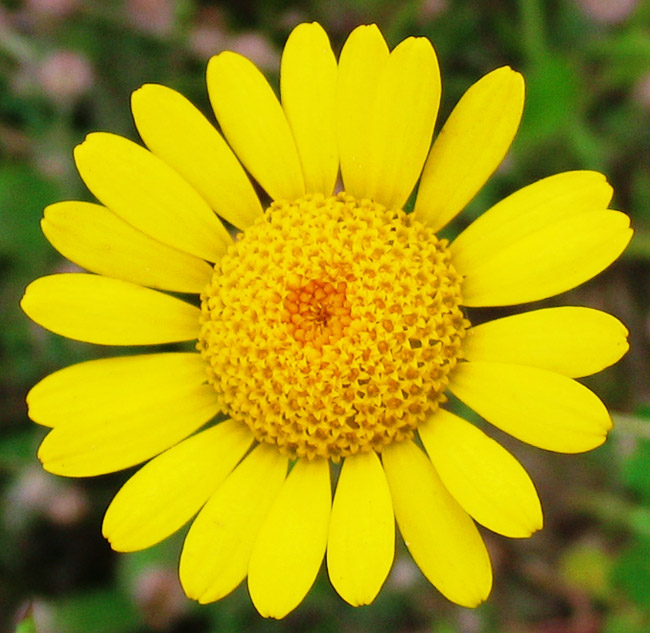
Färgkulla
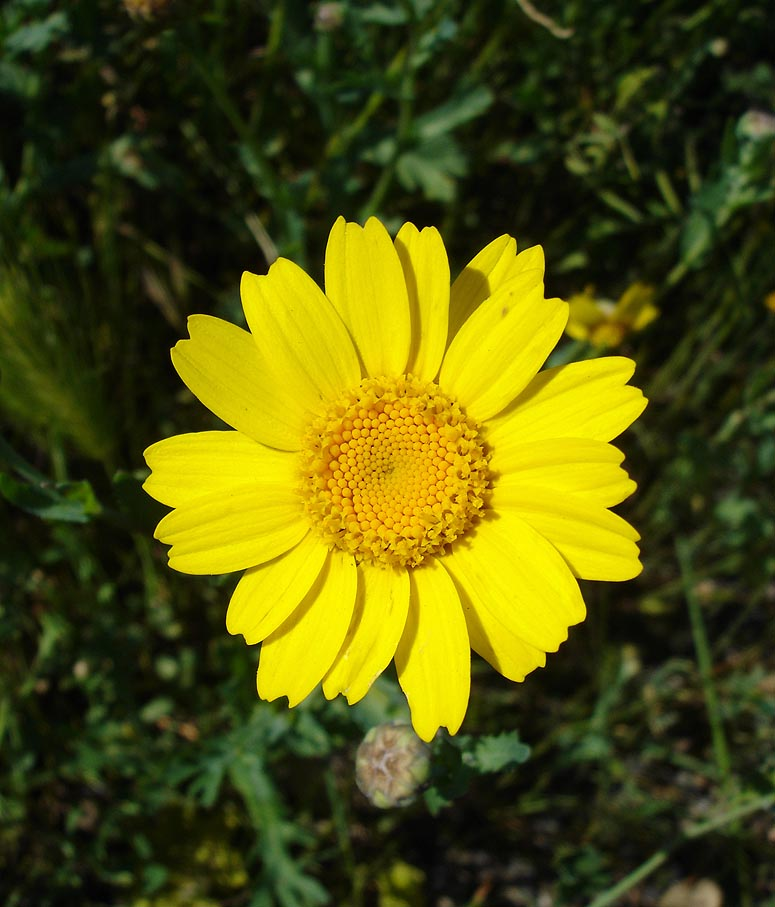
Gullkrage
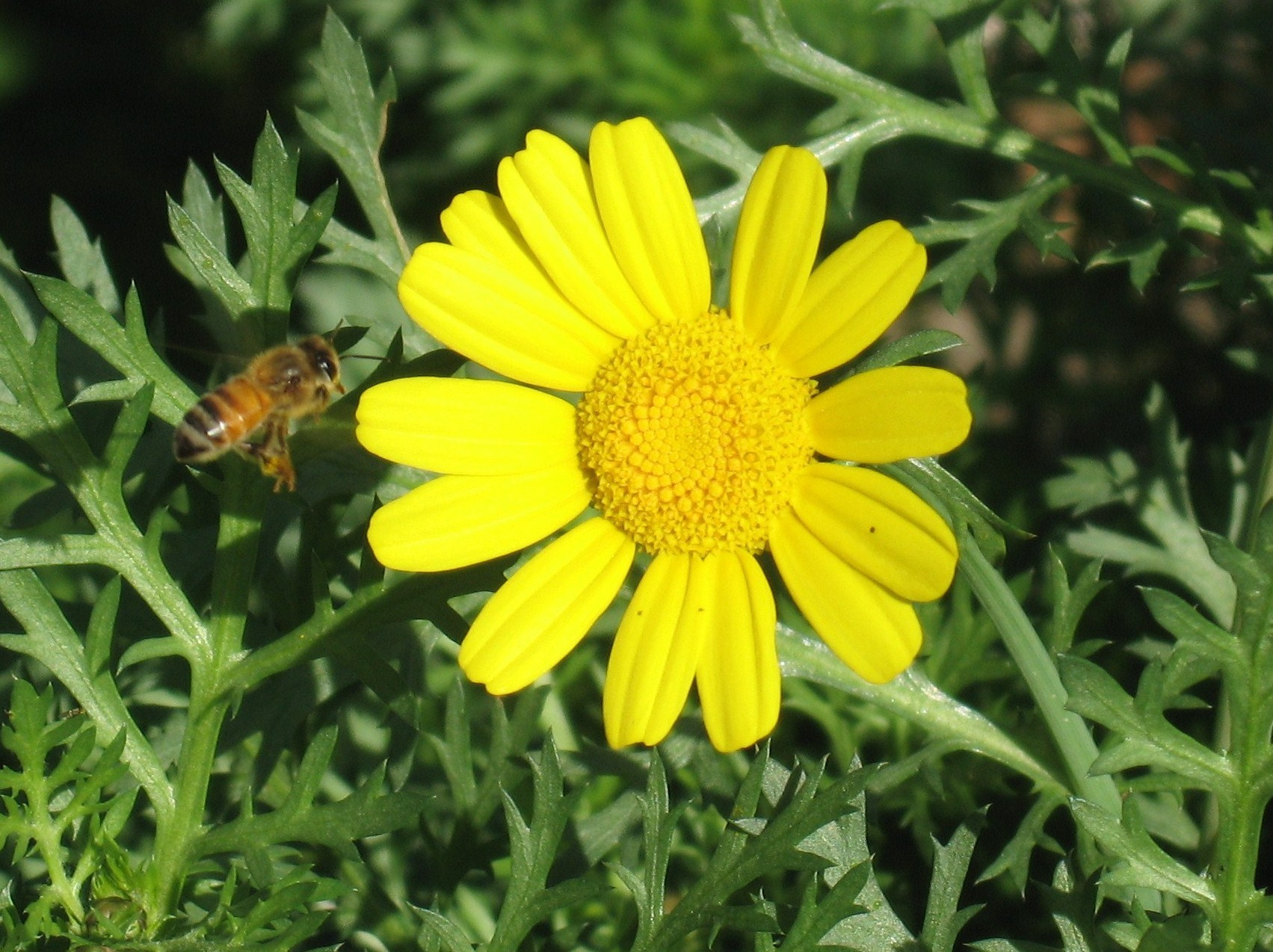
Kranskrage

## Habitat

### Utbredningskartor
- Norden
- Norra halvklotet 
  - Ej ursprunglig i Nordamerika

## Biotop
Kulturmark

## Introducerad art
Gullkrage inkom till Sverige på 1600-talet

### Invasiv[1]
Gullkrage nyintroducerades till Sverige 1824 då slottsherren Holger Rosencrantz importerade säd till Skottorps slott  i Halland. Fartyget som säden kom med strandade emellertid utanför byn Hålabäck (Holabäck) i Harplinge socken.a)  Byamännen plundrade fartyget, sådde den rövade säden och spridde på så sätt ogräset gullkrage.

──────────

a) Förväxla ej med Hålabäck i Kungsbacka

## Bygdemål
| Namn                       | Trakt         | Referens | Förklaring |
| -------------------------- | ------------- | -------- | --- |
|                            |               |          | |
| Ettergräs, Etterört        | Skåne         | [ 1 ]    | Eftersom växten är så svårutrotad |
| Fattigmans-tryssel         | Halland Skåne |          | Därför att fattiga bönder ej kunnat hålla sina åkrar fria från gullkrage. (Tryssel är ett dialektalt ord för onyttigt avfall, skräp; jämför engelska ordet trash = sopor.) |

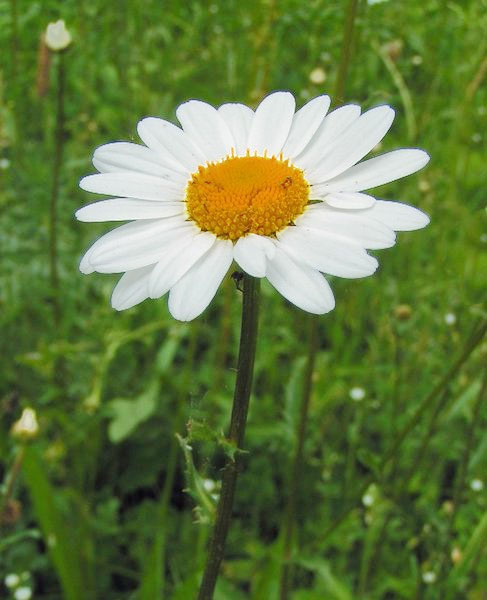
Prästkrage

| Gul prästkrage             | Bohuslän      |          | |
| Gulleblomor                | Blekinge      | [ 1 ]    | |
| Hålabäcker, Holabäcker     |               |          | |
| Holgersörter, Holgersurter | Halland       | [ 2 ]    | |

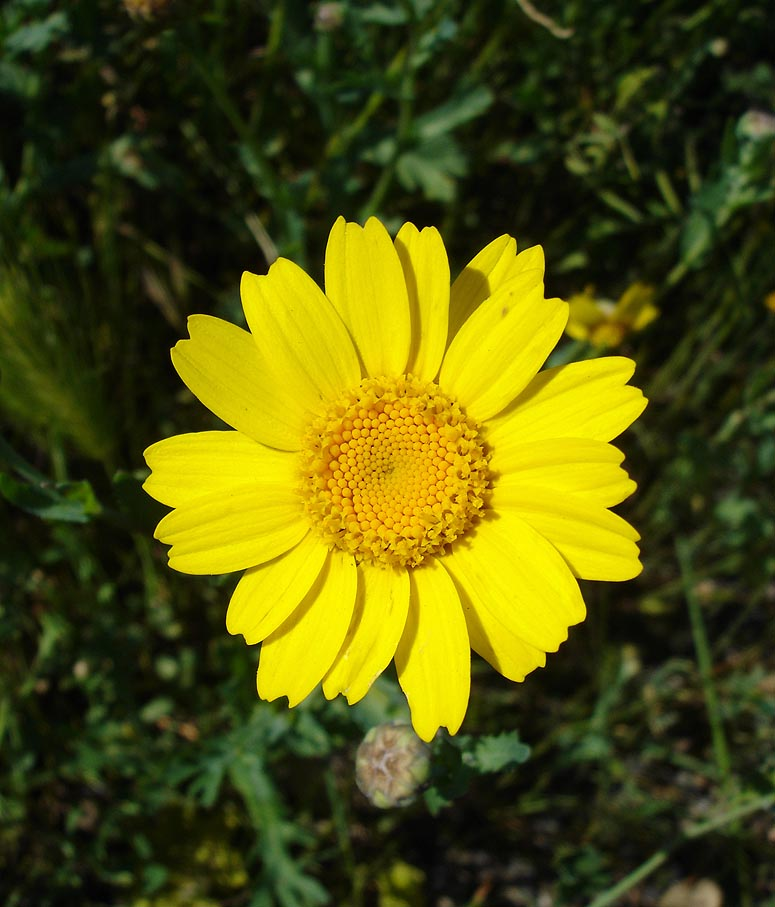
Gullkrage

| Skummeslövsört             | Skummeslöv    |          | Nära Skottorp. Gullkrage växte fordom ymnigt där |
| Sols-vecker                | Halland Skåne |          | Väckes att blomma, när solen lyser som starkast kring midsommartiden |
| Sol-sicker                 | Halland Skåne |          | "Solsökare". Gullkragen vänder sig efter solen "färdigare än någon annan solblomma" (Linné i Skånska resan)                                                                |

Ett annat namn på växten är gul oxöga.

## Etymologi
- Genus Glebionis
- Artepitetet segetum (latin) betyder "tillhör säd", och syftar på att gullkrage växer bland säd.

## Hybrider
Arten korsar sig med kranskrage (G. coronaria) och hybriden kallas sommarkrage (G. ×spectabilis).